# IBM 604

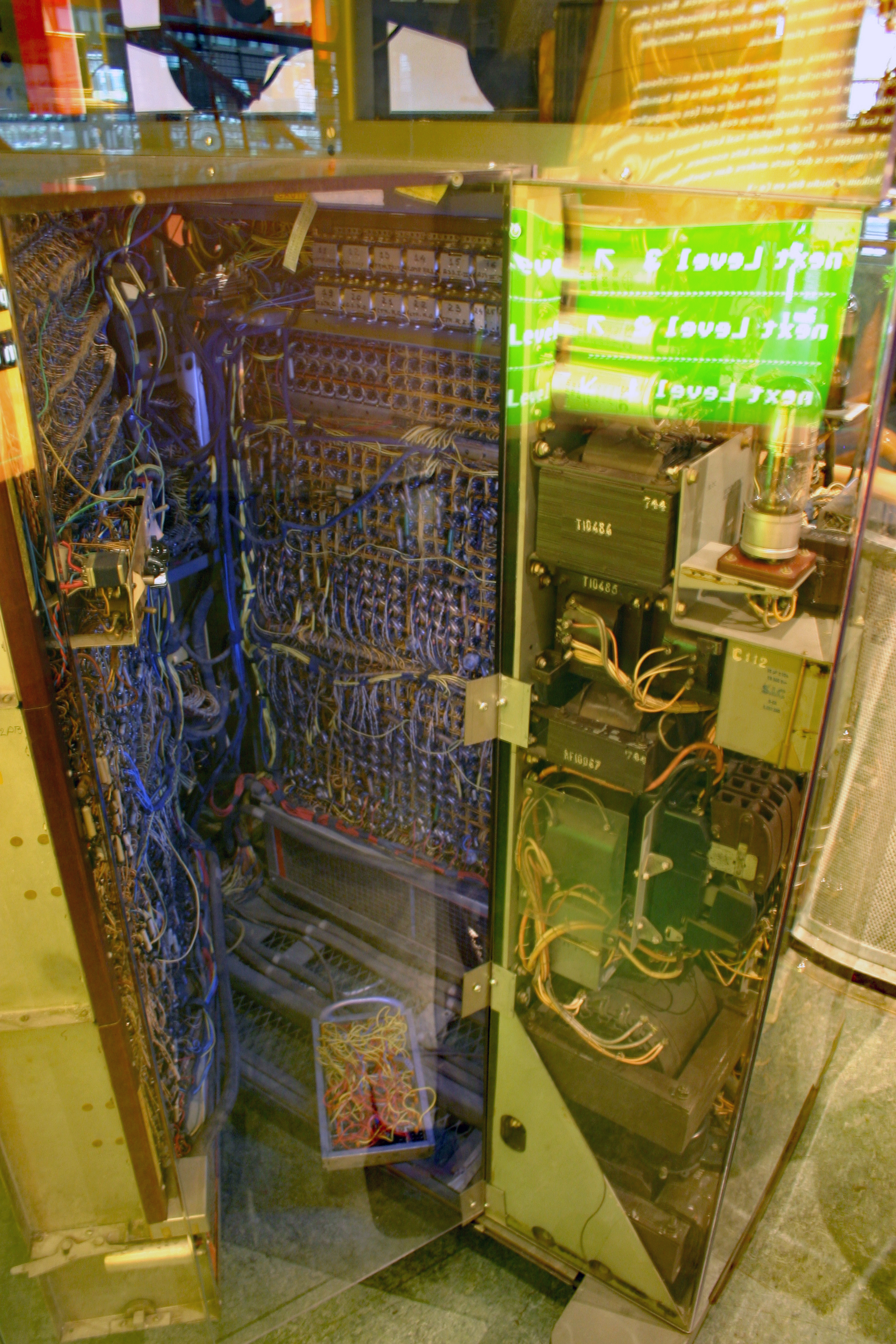
Calculadora Electrónica IBM 604 en el museo de ciencia nacional NEMO en Ámsterdam. Se ven al fondo las conexiones del tablero de control utilizadas para programar el 604.

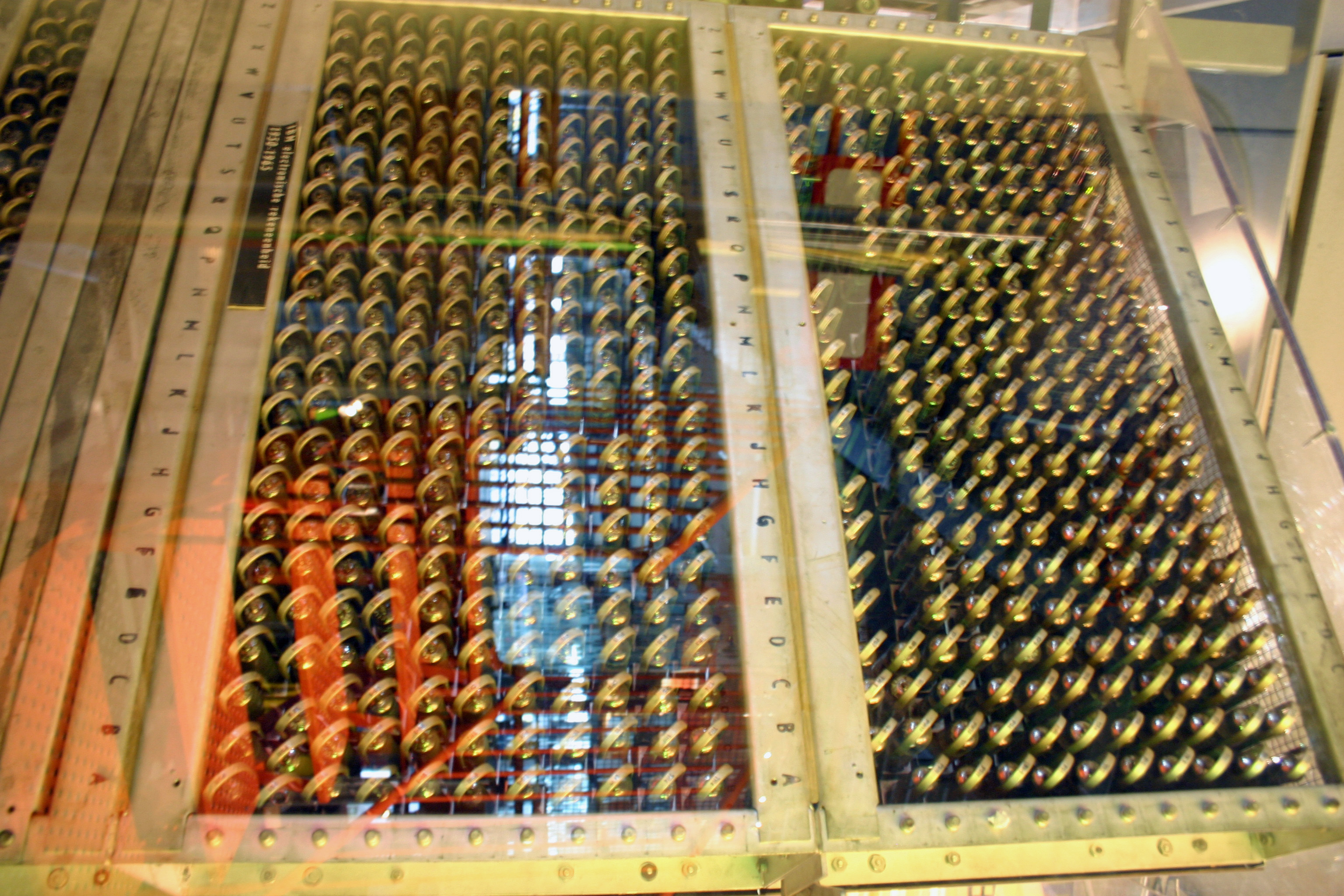
Módulos de tubos de vacío del IBM 604

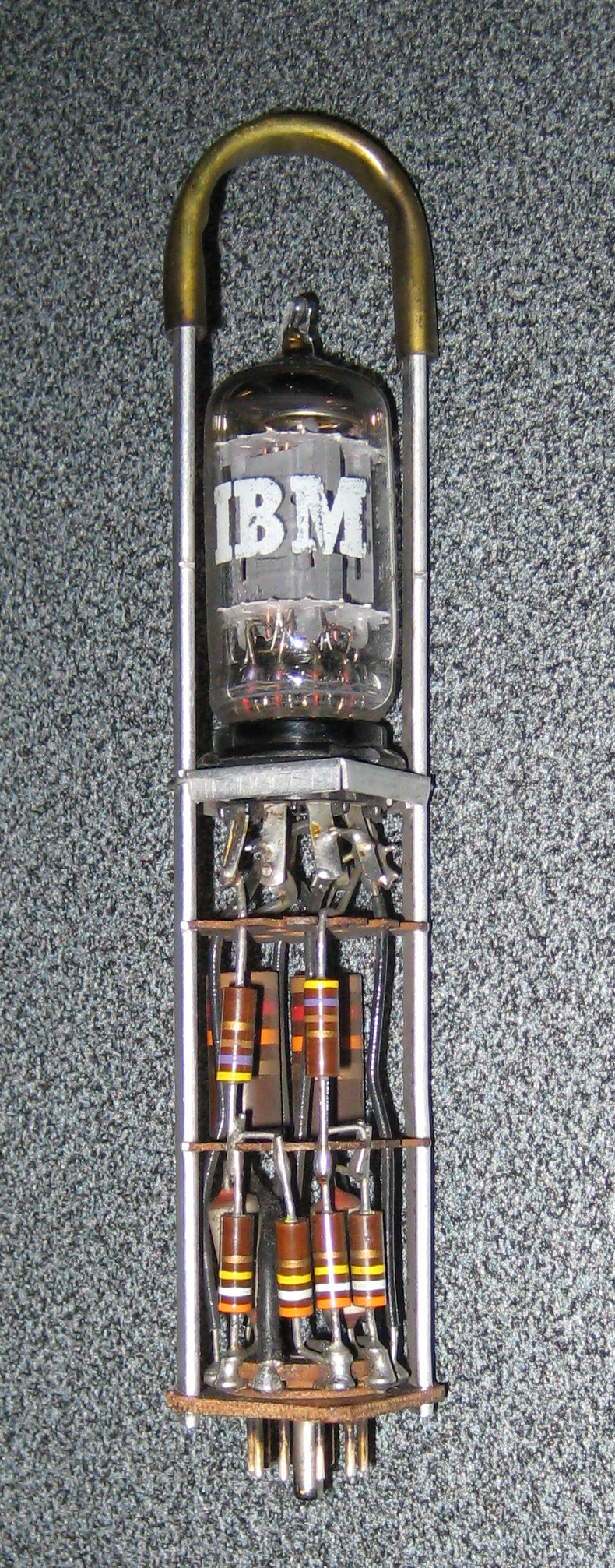
Un módulo con su tubo de vacío de IBM

La IBM 604 era una calculadora electrónica de tarjetas perforadas con panel de control programable de la serie IBM 600 introducida en 1948, fue "una máquina en la que se fijaron considerables expectativas para el futuro de la IBM y en la que se invirtió una cantidad considerable de talento de planificación".
La mayoría de los circutos estaban basados en modificaciones del diseño de los circuitos utilizados en la anterior IBM 603 Electronic Multiplier (Multiplicador Electrónico) que fueron empaquetados en pequeñas unidades reemplazables de un solo tubo, lo que hizo que el producto fuera más sencillo de fabricar y mantener. Se distribuía en dos módulos, la unidad lectora/perforadora era una IBM 521, que se conectaba a la unidad de cálculo IBM 604, en cuyo interior se instalaban 1.250 tubos de vacío, y mientras que la IBM 603 trabajaba a una velocidad de reloj de 35kHz, la 604 lo hacía a 50 kHz. Para los cálculos usaba punto fijo para sumas, restas y multiplicaciones, mientras que para la división utilizaba artimética BCD.
Las versiones iniciales podían almacenar 40 pasos de programa, lo que pronto fue ampliado a 60. El procesamiento estaba condicionado por el tiempo del ciclo de lectura/perforación de las tarjetas, por ello la ejecución del programa debía completarse en el tiempo entre que la tarjeta dejaba la estación de lectura y entraba en la de perforación.
La IBM 604 y una versión modificada de 1949 llamada IBM 605 fueron utilizadas como componentes de las IBM Card Programmed Electronic Calculators (Calculadoras Electrónicas Programables de Tarjetas), modelos IBM CPC (usando una 604) y CPC II (usando una 605). La IBM 604 fue también un componente del Test Assembly (prueba de montaje), un precursor a los primeros ordenadores de IBM. El diseño de los módulo del circuito con sus tubos empaquetados fueron también utilizados por el popular ordenador IBM 650, uno de los primeros de la IBM. Se mejoró nuevamente en el modelo IBM 607 de 1953 con más memoria y más velocidad de proceso.
Una versión transistorizada de la 604 fue construida y se hicieron demostraciones en octubre de 1954, denominada como la IBM 606, pero no pasó de prototipo a producción. A pesar de que utilizaba 2.000 transistores en lugar de los 1.250 tubos del original, ocupaba la mitad del volumen y usaba solo el 5% de potencia eléctrica. Solo era una máquina experimental, pero su tecnología se usó en la construcción del IBM 608, comercializado en diciembre de 1957, que fue el primero ordenador de estado sólido en ser comercializado.
Una IBM 604 está preservada en el American Computer Museum (Museo Americano del Ordenador) y otro en el Museo del Ordenador de la Universidad de Ámsterdam.